# GE Genesis
Die GE Genesis von GE Transportation Systems sind dieselelektrische Lokomotiven für den Personenverkehr in Nordamerika über mittlere und lange Distanzen. Zwischen 1992 und 2001 wurden 321 Lokomotiven gebaut. Sie ersetzten vorwiegend F40PH-Lokomotiven von EMD und werden ihrerseits meist durch Siemens Charger ersetzt.

## P40DC
Die erste Variante der Genesis ist die P40DC oder Dash 8-40BP mit 4000 hp Leistung und 166 km/h Höchstgeschwindigkeit. 44 Lokomotiven wurden 1993 und 1994 für Amtrak gebaut und als 800 Series nummeriert. Um 2010 wurden 15 Loks in Amtraks Werk Beech Grove Shops modernisiert und an die leistungsstärkere P42DC angepasst. Die übrigen P40DC wurden an Vorortbahnen wie New Jersey Transit verkauft oder nach Unfällen verschrottet.

## P42DC
Ab 1996 wurden die gegenüber der P40DC weiterentwickelten P42DC-Lokomotiven gefertigt. Sie verfügen über Merkmale der Dash-9-Serie wie elektronisch gesteuerte Treibstoffeinspritzung. Die Leistung konnte auf 4250 hp und die Höchstgeschwindigkeit auf 177 km/h gesteigert werden. Die 207 Lokomotiven ziehen den Großteil von Amtraks Fern- und Korridorzüge im Westen der USA. Die Auslieferung der ALC-42 Charger von Siemens wird sie voraussichtlich vom Fernverkehr verdrängen.
Als Ersatz für die LRC-Züge erhielt VIA Rail Canada 21 P42DC-Lokomotiven. Sie werden im Corridor eingesetzt.

## P32AC-DM
Um elektrisch in das Grand Central Terminal zu fahren, wurden die Zweikraftlokomotiven des Typs P32AC-DM entwickelt. Ihre Fahrmotoren können entweder durch einen zwölfzylindrigen FDL-Dieselmotor mit 3200 hp Leistung oder über eine Stromschiene mit 750 V Gleichspannung mit Strom versorgt werden. Amtrak besitzt 18 Loks für den Empire Corridor und Metro-North verfügt über 31 Loks für den Regionalverkehr. Ein Ersatz durch zweikraftfähige Siemens Charger ist bestellt.